# Víctor Amadeo de Hesse-Rotenburg
Víctor Amadeo de Hesse-Rotenburg (2 de septiembre de 1779 - 12 de noviembre de 1834) fue el último landgrave de Hesse-Rotenburg. Víctor también fue príncipe de Corvey desde 1815 y duque de Ratibor desde 1821. Su tocayo, el rey Víctor Amadeo III de Cerdeña, también era su primo segundo; uno de sus sobrinos fue su padrino.

## Biografía
Víctor Amadeo fue un hijo de Carlos Emanuel de Hesse-Rotenburg (1746-1812) y de su esposa Leopoldina de Liechtenstein (1754-1823), hija del Príncipe Francisco José I.
Jerónimo Bonaparte, rey de Westfalia, lo eligió como su chambelán. Víctor Amadeo rechazó este puesto señalando que él era un súbdito del Sacro Imperio Romano Germánico. Después acusó al rey de felonía, tras lo cual huyó. Fue obligado a transferir al rey el palacio en Rotenburg en Kassel para cubrir su deuda de 35.000 táleros. El rey lo confirmó el 10 de julio de 1813 como Príncipe, pero Víctor Amadeo continuó rehusando entrar al servicio del rey.
Después de la restitución del Electorado de Hesse en 1813 Víctor Amadeo recuperó sus derechos íntegros como Landgrave de Hesse-Rotenburg. En 1820 se le concedió, como consecuencia del Congreso de Viena de 1815 y en compensación por los territorios perdidos en 1807 en favor de Francia, territorios al oeste del Rin (St. Goar y el castillo de Rheinfels) y los dominios aloidales del rey de Prusia de Ratibor (en Silesia) y Corvey.
Rechazó cualquier participación en la reforma administrativa de una nueva constitución en Hesse en 1821. Repetidamente se abrieron negociaciones con el Landgrave sobre la indemnización, que inicialmente ascendía a 450.000 táleros, para la transferencia de sus derechos y territorios al Electorado de Hesse. Entre 1825 y 1833 trasladó la biblioteca de la corte de 36.000 volúmenes de Rotenburg a Corvey.

## Matrimonio y sucesión
En Praga, el 20 de octubre de 1799, Víctor Amadeo contrajo matrimonio por primera vez con la Princesa Leopoldina de Fürstenberg (10 de abril de 1781 - Praga, 7 de junio de 1806). Este matrimonio no tuvo descendencia.
En Langenburg el 10 de septiembre de 1812, Víctor Amadeo contrajo matrimonio por segunda vez con su también pariente la Princesa Isabel de Hohenlohe-Langenburg (Langenburg, 22 de noviembre de 1790 - Holitsch, 6 de octubre de 1830), hija del Príncipe Carlos Luis de Hohenlohe-Langenburg. Tuvieron una hija nacida muerta (Rotenburg, 1 de septiembre de 1813).
En Gerlachsheim el 19 de noviembre de 1831 Víctor Amadeo contrajo matrimonio por tercera vez con la Condesa Leonor de Salm-Reifferscheidt-Krautheim y Gerlachsheim (Heubach, 13 de julio de 1799 - Raitz, 10 de noviembre de 1851). Este matrimonio no tuvo descendencia.
Sin hijos supervivientes, legó sus posesiones de Ratibor y Corbey a su sobrino Víctor, Príncipe de Hohenlohe-Schillingsfürst, al igual que sus títulos de Duque de Ratibor y Príncipe de Corvey. Las propiedades se repartían entre las cercanías del antiguo monasterio de Corvey, y del Ducado de Ratibor en la Alta Silesia. Esta superficie era de 34.000 ha y consistía principalmente en bosques.

## Títulos y estilos
- 2 de septiembre de 1779 - 23 de marzo de 1812 Su Alteza Serenísima el Príncipe Heredero de Hesse-Rotenburg
- 23 de marzo de 1812 - 12 de noviembre de 1834 Su Alteza Serenísima el Landgrave de Hesse-Rotenburg